# Colom feréstec de Jamaica
El colom feréstec de Jamaica (Leptotila jamaicensis) és una espècie d'ocell de la família dels colúmbids (Columbidae) que habita en zones de bosc i malesa al voltant del Carib, a Jamaica, Grand Cayman, Península de Yucatán i illes properes i algunes illes d'Hondures.